# Ervin Burdych
Ervin Burdych, slovenski lekarnar, * 5. september 1860, Metlika, † 1924, Škofja Loka.

## Življenjepis
Ervin Burdych je bil češkega rodu. Rodil se je na Češkem v kraju Nahod in nato preselil v Metliko, kjer je imel kasneje tudi svojo lekarno. Leta 1895 se je preselil v Škofjo Loko, saj je njegova žena za doto dobila tamkajšnjo lekarno. Rodilo se mu je devet otrok (Otokar Burdych, Ana Pavlina, Ervin Franc, Evgen Alfred, Lya, Boguš ,Zdenka Marija, Oskar, Irena). Po njegovi smrti je lekarno prevzel najstarejši sin Otokar (ali Oton Burdych?)